# 多吉林寺
多吉林寺，藏语称“多吉林”（rDo rje gling），位于西藏自治区拉萨市当雄县格达乡，是一座藏传佛教噶玛噶举派的女尼的寺院。

## 简介
多吉林寺是噶玛噶举派红帽系主寺羊八井寺的属寺。该寺距离羊八井寺有1天的路程，距离南面的楚布寺有2天的路程。该寺位于一条很长的山脉东面的谷底，山脉北面是念青唐古拉山。文化大革命期间，该寺被毁。1986年，该寺的拉康及内部陈设已获得恢复，30位尼師重新进驻该寺。
多吉林寺位置偏远，海拔较高，工作及生活环境较差。自2011年以来，中共西藏自治区党委、西藏自治区人民政府在全西藏自治区的寺庙开展“六建”工作、“六个一”活动、“9+5”工程，落实“两险一保”政策，为僧尼免费体检。到2012年，多吉林寺已建成食堂、澡堂、垃圾池，并且培养了僧尼卫生人员。多吉林寺管理委员会还帮助该寺尼姑解决实际困难，组织尼姑接受免费体检，安排生病的尼姑及时治疗。经过多吉林寺管理委员会从2011年至2012年的工作，该寺尼姑主动向多吉林寺管理委员会干部汇报思想情况。